# Aníbal Guzmán Miranda
Aníbal Guzmán Miranda (Santa Cruz de la Sierra, Bolivia, el 21 de mayo de 1985) es un músico y compositor boliviano. Actualmente es el baterista de Tóxico 4. Al igual que por la música es apasionado por la Ingeniería de software.

## Biografía
Da inicio a su carrera musical a finales del año 2001 aprendiendo a tocar la batería, su primer grupo musical estaría formado por sus compañeros de colegio que él habría tenido desde primaria, la banda llevaba por nombre Espectro y fue a principios del año 2002 que la agrupación inicia sus actividades, todos los integrantes de la banda cursaban el último grado de la secundaria. Esta agrupación alcanza grabar un demo el cual contendría 5 canciones de las cuales se destaca "Lágrimas de sangre", además de ganar varios festivales musicales intercolegiales, en uno de ellos Aníbal recibe el premio denominado "Baquetas de Oro" al mejor baterista del festival.
A finales del año 2003 deja Espectro para conformar con su hermana Beby Guzmán Miranda una nueva banda de rock, esta banda sería Querembas, es con esta banda que logra consagrar su carrera musical, junto a esta banda graba y compone más de 30 canciones que serían parte de los tres primeros discos de la banda (guerreros, ciegos y manicomio). Además de tocar en el interior de Bolivia alcanzan a realizar giras a nivel internacional en Paraguay (2004), Perú (2005), Argentina (2005 - 2009), Brasil (2008). Comparten escenarios con bandas internacionales como ser Rata Blanca, Enanitos Verdes. Con esta agrupación también alcanzan ser la primera banda de Santa Cruz de la Sierra - Bolivia en haber ingresado a la programación de MTV Latinoamérica con su videoclip “Voces”, Aníbal deja la agrupación el año 2008.
Actualmente es líder y baterista de Tóxico 4, esta agrupación la forma a finales del año 2009 bajo el nombre de "The Same", justo tres meses antes de lanzar su primer trabajo discográfico es que deciden ya presentarse como Tóxico 4. Lanzan como primer sencillo de la banda la canción "Tarde". Además de recorrer los escenarios más importantes de Bolivia alcanzan ocupar durante 3 semanas consecutivas el puesto número uno del programa musical a nivel nacional Axesso con su canción "Soñé", esta misma canción es galardonada con el premio a "Mejor canción debut del año" por los premios Rock And Bol 2012. Con esta formación han alcanzado ya compartir escenario con grupos musicales de renombre a nivel mundial como ser Boney M.

## Historia tecnológica
Muy apasionado por la tecnología empieza sus estudios universitarios en la carrera de ingeniería de sistemas en febrero del 2003, el año 2004 recibe una oferta de beca por parte de otra universidad, dicha oferta consistía en que forme parte del departamento de cultura de esta universidad tocando en la orquesta de jazz de la misma a cambio de estudiar la carrera que el quisiera, Aníbal deja la carrera de ingeniería de sistemas y acepta la propuesta de la nueva universidad e ingresa a la carrera de ingeniería informática y finaliza la misma a principios del 2010 obteniendo el grado a nivel licenciatura. A finales del 2011 retoma nuevamente los estudios, esta vez para cursar una maestría en ingeniería de software.

## Discografía
Espectro
- Maldita Democracia (2002)

Querembas
- Guerreros (2004)
- Ciegos (2005)
- Manicomio (2007)

Tóxico 4
- Tóxico 4(2012)